# جاكبان بورنساي
جاكبان بورنساي (بالتايلندية: จักรพันธ์ พรใส) (28 مارس 1987 في تايلاند - ) هو لاعب كرة قدم تايلندي في مركز جناح ‏. شارك مع منتخب تايلاند تحت 23 سنة لكرة القدم ومنتخب تايلاند لكرة القدم. أما مع النوادي، فقد لعب مع نادي موانغتونغ يونايتد وPolice United F.C. ‏ وSuphanburi F.C. ‏.

## روابط خارجية
- جاكبان بورنساي على موقع قاعدة بيانات كرة القدم.إي يو (الإنجليزية)
- جاكبان بورنساي على موقع ناشيونال فوتبول تيمز (الإنجليزية)
- جاكبان بورنساي على موقع Soccerway.com (الإنجليزية)
- جاكبان بورنساي على موقع عالم كرة القدم.نت (الإنجليزية)